# Comtat de Candale
El comtat de Candale (anglès Kendal) fou una jurisdicció feudal d'Anglaterra, que va passar a una branca dels Foix que van adquirir el títol per matrimoni. Les possessions d'aquesta branca dels Foix a França estaven a la Guyena.

## Genealogia dels comtes de Foix-Candale
```
Gastó I de Foix (Buch,Benaugès i Longueville)
 (mort el 
1455
), captal de Buch, comte de Benaugès i Longueville 
x 
Margarita d'Albret
 (morta el 
1453
), infanta de Navarra, filla d'
Amanieu d'Albret

│ 
│ 
├─> 
Joan de Foix
 (mort el 1485)
│ x 
Margaret Kerdeston de La Pole Suffolk
 (1426-1485) comtessa de Candale 
│ ├─> 
Gastó II de Foix-Candale
 (mort el 1500)
│ │ x 1469 Caterina de Foix 
infanta de Navarra
 (nascuda després de 1460)
│ │ ├─> 
Gastó III de Foix-Candale
 (mort el 1536)
│ │ │ x 
1534
 
Marta d'Astarac
 comtessa d'Astarac
│ │ │ ├─> 
Frederic de Foix
 (1540-1571)
│ │ │ │ x 
Francesca de la Rochefoucauld

│ │ │ │ ├─> 
Enric de Foix

│ │ │ │ │ x 
Marie de Montmorency
, filla del conestable 
Anne de Montmorency

│ │ │ │ │ ├─> 
Margarita
 x Joan Lluís de Nogaret de La Valette, duc d'Epernon
│ │ │ │ │ └─> 
Francesca

│ │ │ │ ├─> 
Francesc de Foix
 (mort el 
1594
), bisbe d'
Aire-sur-l'Adour
.
│ │ │ │ ├─> 
Cristofol de Foix
 (mort el 
1570
), bisbe d'
Aire-sur-l'Adour
 (
1560
 - †4 setembre 
1570
).
│ ├─> 
Joan de Foix-Candale

│ ├─> 
Margarita de Foix-Candale
 (1480-1536)
│ │ x 1490 
Ludovic II de Saluzzo
 (1438-1504)
│ │ ├─> 
Miquel Antoni de Saluzzo

│ │ ├─> 
Joan Lluís de Saluzzo

│ │ ├─> 
Francesc Lluís de Saluzzo

│ │ ├─> 
Adrià de Saluzzo

│ │ ├─> 
Joan Gabriel de Saluzzo

│ ├─> 
Caterina de Foix-Candale
 (morta el 1510)
│ │ x 1468 
Carles I d'Armanyac
 (1425-1497)
│ ├─> 
Lucrècia de Foix

├─>
```

(en construcció)